# روبي تالبوت
روبي تالبوت (بالإنجليزية: Robbie Talbot)‏ هو لاعب كرة قدم بريطاني في مركز الهجوم، ولد في 31 أكتوبر 1979 في ليفربول في المملكة المتحدة. لعب مع نادي بارسكو.